# Uniplet Třebíč
UNIPLET Třebíč,a.s., do roku 1995 UNIPLET, a.s. byla akciová společnost vyrábějící maloprůměrové pletací stroje, sídlící v Praze a s provozovnou v Průmyslové čtvrti v Třebíči-Jejkově.

## Historie

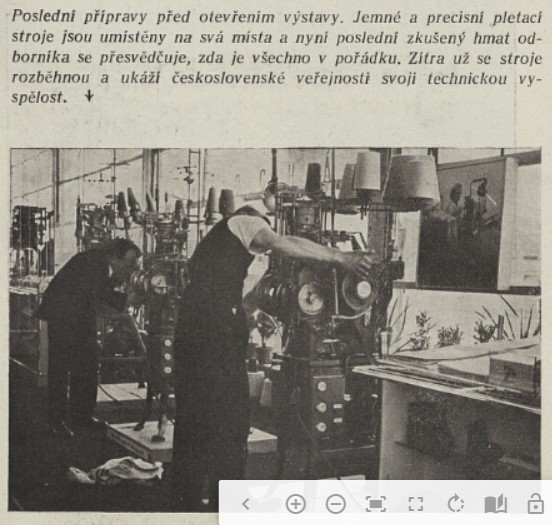
Pletací stroje Baťa (1938)

### Do roku 1945

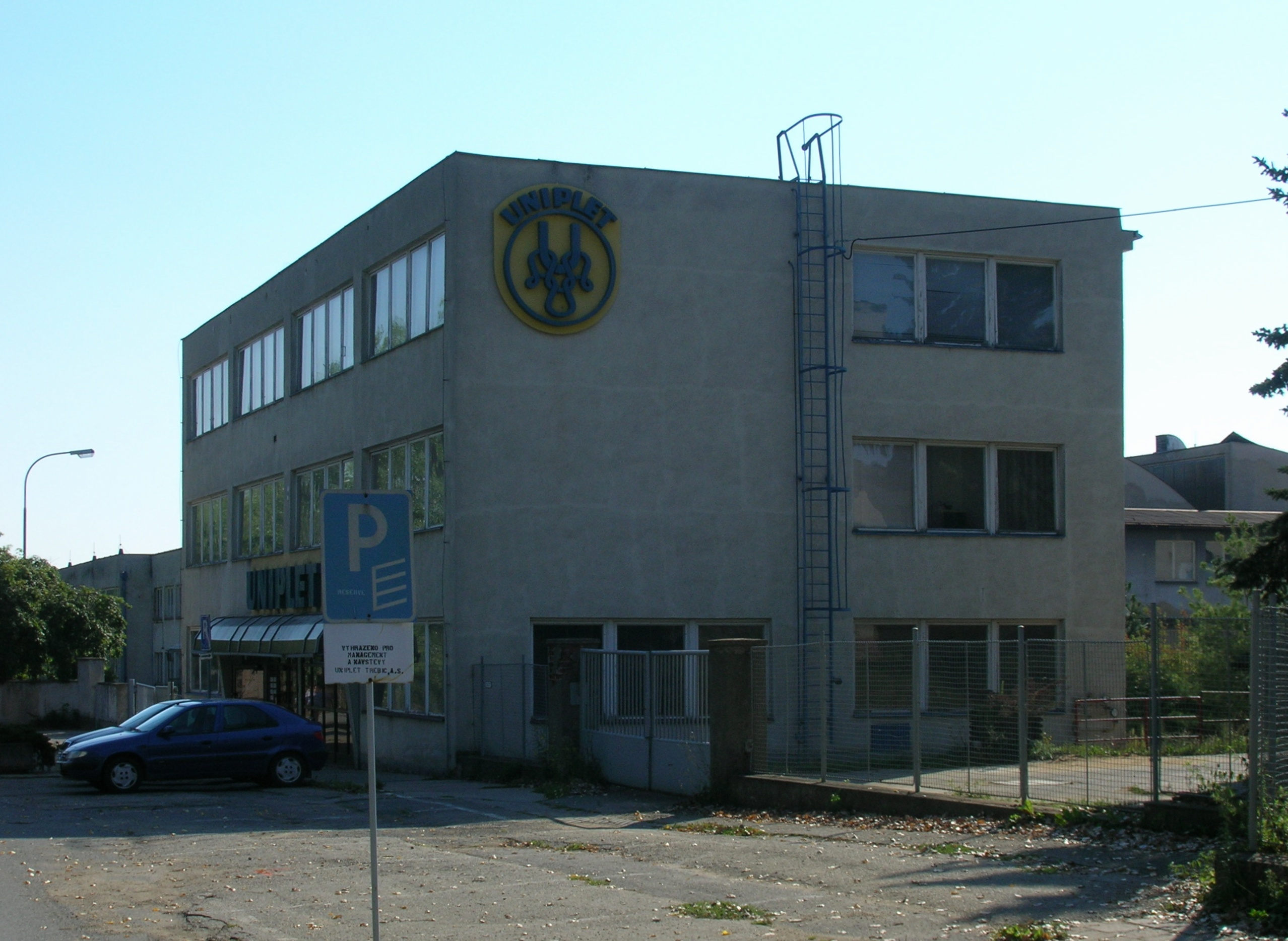
Administrativní budova UNIPLETU Třebíč

Pletací automaty předtím, než jejich výrobu převzaly Západomoravské strojírny, vyráběla v ČSR firma Baťa ve Zlíně; vzorem byly anglické stroje Komet.

### Po druhé světové válce
Historie Unipletu Třebíč začala jako historie Západomoravských strojíren v roce 1949; zprvu byly nesamostatným podnikem při Závodech Gustava Klimenta v Třebíči-Borovině, později spadly pod Kovosvit Sezimovo Ústí.
Po druhé světové válce byla výroba z nedostatku kapacit přesunuta do pobočky Baťových závodů v Sezimově Ústí, od roku 1948 nazývaných Kovosvit. Roku 1949 se původně borovinský závod začal specializovat na výrobu náhradních dílů k textilním strojům. Za tím účelem do Třebíče přešli společně s úkoly i někteří odborníci ze Zlína a Sezimova Ústí. První ucelený automat podnik vyrobil v roce 1952 – byly to pletací jednoválcové, jednosystémové automaty JVa 16 na pletení vzorovaného punčochového a ponožkového zboží.

### Západomoravské strojírny (od 1953)
Národní podnik Západomoravské strojírny vznikl 1. ledna 1953 z dosavadního závodu v Třebíči na Stařečce, jehož prostory sloužily v letech 1912–1949 výrobě obuvi, a s ním sloučeného závodu MEZ Drásov, majícího novou provozovnu v Průmyslové čtvrti, který se zabýval elektrotechnickou výrobou. Do roku 1955 Západomoravské strojírny zcela převzaly výrobu doposud realizovanou též v Sezimově Ústí. Nové technologie, zejména umělá vlákna, daly v roce 1956 vzniknout prvnímu československému pletacímu automatu na bezešvé dámské punčochy typu JDa 34; tímto strojem se Západomoravské strojírny prezentovaly též na veletrhu v anglickém Leicesteru. Díky dalším typům automatů se Západomoravské strojírny staly účastníkem zahraničních trhů; v roce 1970 podnik vyvážel do 65 zemí světa a měl asi 2000 zaměstnanců.
Rozvoj podniku si vyžádal i podstatné rozšiřování jeho výrobních prostor. V letech 1958–1964 a v druhé etapě v letech 1966–1974 byl budován areál v Průmyslové čtvrti v Třebíči. Prostory na Stařečce podnik uvolnil roku 1959. Od počátku 50. let 20. století fungovalo při Západomoravských strojírnách i vlastní učiliště. Nejprve poskytovalo vzdělání ve čtyřech oborech: strojní zámečník, soustružník kovů, frézař a mechanik pletacích strojů; později byly tyto obory sloučeny do dvou: strojního zámečníka a soustružníka. Mimo to realizoval podnik pro své zaměstnance i rozsáhlou bytovou výstavbu v Domcích, v ulici Družstevní zřídil (1974) i vlastní internát pro svobodné zaměstnance (předtím tomuto účelu sloužily prostory zrušeného kapucínského kláštera, Lorenzovy Staleté vinárny na Stařečce a na Karlově náměstí), mateřskou školu a jesle. Pro rekreaci zaměstnanců zřídil podnik rekreační středisko Březová (u Rokytnice nad Rokytnou, od roku 1968). Západomoravské strojírny se též zapojily do vybudování třebíčského zimního stadionu. Společným podnikem místní správy a Západomoravských strojíren byla výtopna v Domcích (1970).

### Součást koncernu Elitex (od 1976)
Roku 1976 byly Západomoravské strojírny začleněny do koncernu Elitex se sídlem v Liberci jako jeho nižší organizační jednotka s názvem ELITEX, koncernový podnik Třebíč.

### Po roce 1990
Podnik ELITEX Třebíč byl zrušen bez likvidace dnem 31. prosince 1990 a veškerý jeho hmotný majetek přešel na akciovou společnost UNIPLET, a.s. dnem 1. ledna 1991. O prodeji UNIPLETU Třebíč zahraničnímu vlastníku – Monarch Machinery LLC – rozhodla vláda 28. dubna 2004.
V roce 2009 společnost UNIPLET usilovala o prodej svých pozemků na Jejkově městu Třebíč, dle územního plánu měl přes tyto pozemky vést obchvat města, tento prodej se neuskutečnil a společnost se rozhodla žalovat město. Firma propustila dalších 50 zaměstnanců k září roku 2010, těm neproplatila odstupné a poslední tři platy. Ti se později obrátili na ombudsmana. Firma však požádala o reorganizaci a prohlásila, že se chce s 15–20 zaměstnanci věnovat produkci náhradních dílů pletacích strojů.
4. května 2013 společnost zanikla sloučením se společností Uniplet Group.